# Société d'aquarellistes français
La Société d'aquarellistes français est une association artistique française à caractère commercial fondée en 1879 regroupant des peintres aquarellistes et quelques amateurs. Dédiée à l'encouragement et la promotion de cette pratique, elle était encore active en 1939 sous le nom de Société des aquarellistes français.

## Historique
Le 16 janvier 1879, une compagnie de peintres décide de former à Paris une société anonyme dite des « aquarellistes français » établie au 18 rue de Bourgogne et annonçant un capital de 40 000 francs. Elle organise une première exposition qui se tient au mois d'avril suivant chez le galeriste Paul Durand-Ruel au 16 rue Laffitte, qui expose dans ses salles près de 120 œuvres. Les fondateurs prennent modèle sur Londres, où il existe déjà trois sociétés de ce type ; la Belgique en possédait une depuis 1856, et même l'Amérique, depuis 1866. L'aquarelle a, sur le marché de l'art, le vent en poupe : c'est une œuvre originale, mais souvent plus abordable qu'une huile sur toile. Cette société réunit au départ 17 artistes. Les plus anciens sont Eugène Isabey et Eugène Lami, les plus expérimentés et renommés sont Gustave Doré et Jules-Ferdinand Jacquemart, les autres, sans être des inconnus, sont Henri Baron, Charles-Édouard de Beaumont, Édouard Detaille, François-Louis Français, Ferdinand Heilbuth, Roger Jourdain, Louis-Eugène Lambert, Alexandre-Louis Leloir (souvent cité comme initiateur), Maurice Leloir, Madeleine Lemaire, Charlotte de Rothschild, Jehan Georges Vibert et Jules Worms.
Elle est rejointe par des membres honoraires, composés d'amateurs éclairés et de puissants collectionneurs, faisant aussi office de parrains prestigieux : François d'Orléans, Édouard André, Emmanuel Bocher, Maurice Cottier, Auguste Dreyfus, Alexandre Dumas fils, Étienne de Ganay (en) (1833-1903) dont l'épouse Emily Ridgway est une importante mécène, Henry Greffulhe, Alfred Hartmann [?], Edmond de Rothschild et Samuel Welles de Lavalette.
Tous les membres s'engagent à se répartir entre eux de façon équitable le bénéfice de la vente et seuls les artistes inscrits peuvent exposer. La première exposition reçoit d'importantes éloges dont celle du critique Arthur Baignières dans la Gazette des beaux-arts qui souligne le soin avec lequel a été conçu le catalogue, reproduisant en noir et blanc les aquarelles exposées grâce à Damase Jouaust, libraire-imprimeur réputé dans le milieu des bibliophiles d'art.
La Société d'aquarellistes français va s'efforcer ensuite d'organiser chaque année une exposition, produire des catalogues, des affiches, et est rejointe par un nombre important d'artistes. Dans l'intervalle, elle édite des recueils de critiques illustrés en partenariat avec Goupil & Cie et Henri Launette, qu'elle fait traduire et annoter pour le public londonien (exposition, 1881), puis américain (Knoedler, New York, 1882), par le critique Edward Stahan. Enfin, elle ajoute aux aquarelles exposées quelques dessins et eaux fortes à compter de 1884. Durant l'exposition universelle de 1889, elle tient un stand au pavillon des arts et productions graphiques. À compter de 1897, la raison sociale devient « Exposition des aquarellistes français ». En 1900, elle est mentionnée comme ayant son siège au 72 avenue des Champs-Élysées, mais dès 1884, c'est le galeriste Georges Petit qui accueille l'exposition annuelle, et ce, jusque dans les années 1920. Par la suite, c'est la galerie Charpentier qui s'ouvre aux aquarellistes sociétaires.

### Autres membres actifs (1880-1897)
- Louis Adan
- Jean Béraud
- Albert Besnard
- Gaston Béthune
- Émile Boilvin
- Léon Bonnat
- Maurice Boutet de Monvel
- John-Lewis Brown
- Jean-Charles Cazin
- Jean-Maxime Claude
- Benjamin-Constant
- Maurice Courant
- Louis-Robert de Cuvillon
- Charles Édouard Delort
- Guillaume Dubufe
- Ernest Ange Duez
- Nicolas-Félix Escalier
- François Flameng
- Émile Friant
- Victor Gilbert
- Lucien Gros
- Henri Harpignies
- Pierre Georges Jeanniot
- Roger Jourdain
- Louis-Eugène Lambert
- Jean-Paul Laurens
- Julien Le Blant
- Léon Lhermitte
- Auguste Loustaunau
- Albert Maignan
- Adrien Marie
- Charles Meissonier
- Eugène Morand
- Adrien Moreau
- Aimé Morot
- Charles Olivier de Penne
- Paul Pujol
- James Tissot
- Edmond Yon
- Henri Zuber

### Sociétaires après 1918
- Mathilde Delattre (secrétaire en 1938)
- Blanche Odin

## Catalogues et affiches publiés
De 1879 à 1887, Damase Jouaust assure la publication annuelle du catalogue d'exposition, sous la forme d'un album non relié et non paginé. À compter de 1888, c'est la Librairie d'artistique Henri Launette qui prend en charge l'édition du catalogue ; puis en 1890, Charles Gillot reprend l'affaire.
En mai-juin 1897, on compte une affiche lithographiée Société des aquarellistes français, 19e exposition 72 avenue des Champs-Élysées, signée Maurice Boutet de Monvel.